# Raión de Zhmerynka
Raión de Zhmérynka (en ucraniano: Жме́ринський райо́н) es un raión o distrito de Ucrania en el óblast de Vinnytsia. La capital es la ciudad de Zhmérynka.
Comprende una superficie de 2651 km².

## Demografía
Según estimación 2020, contaba con una población total de 165 800 habitantes.

## Otros datos
El código KOATUU es . El código postal 23100 y el prefijo telefónico +380 4332.